# Ребясемийса
Ребясемийса (ест. Rebäsemõisa) — село в Естонії, входить до складу волості Риуге, повіту Вирумаа.